# Naka (Tokushima)
Naka (jap. 那賀町 Naka-chō) – miasto w Japonii, na wyspie Sikoku, w prefekturze Tokushima. Według danych na rok 2020 miejscowość zamieszkiwało 7 367 mieszkańców , a gęstość zaludnienia wyniosła 10,6 os./km².